# Бісків (річка)
Бискі́в (Біскі́в) — річка в Українських Карпатах, у межах Путильського району Чернівецької області. Права притока Путилки (басейн Пруту). 

## Опис
Довжина 15 км, площа водозбірного басейну 66,3 км². Похил річки 49 м/км. Річка типово гірська — з багатьма перекатами і кам'янистим дном. Річище слабозвивисте. 

## Розташування
Річка Бісків бере початок на схід від села Бісків. Тече в межах гірського масиву Покутсько-Буковинські Карпати переважно на захід/північний захід (у пригирловій частині — на захід). Впадає до Путилки біля південної частини села Усть-Путила. 
Основна притока: Черепанка (ліва). На річці розташований водоспад Бісків, а на одній з її приток — водоспад Кізя. 
Над річкою розташовані села: Бісків, Усть-Путила. 